# Allerheiligstes

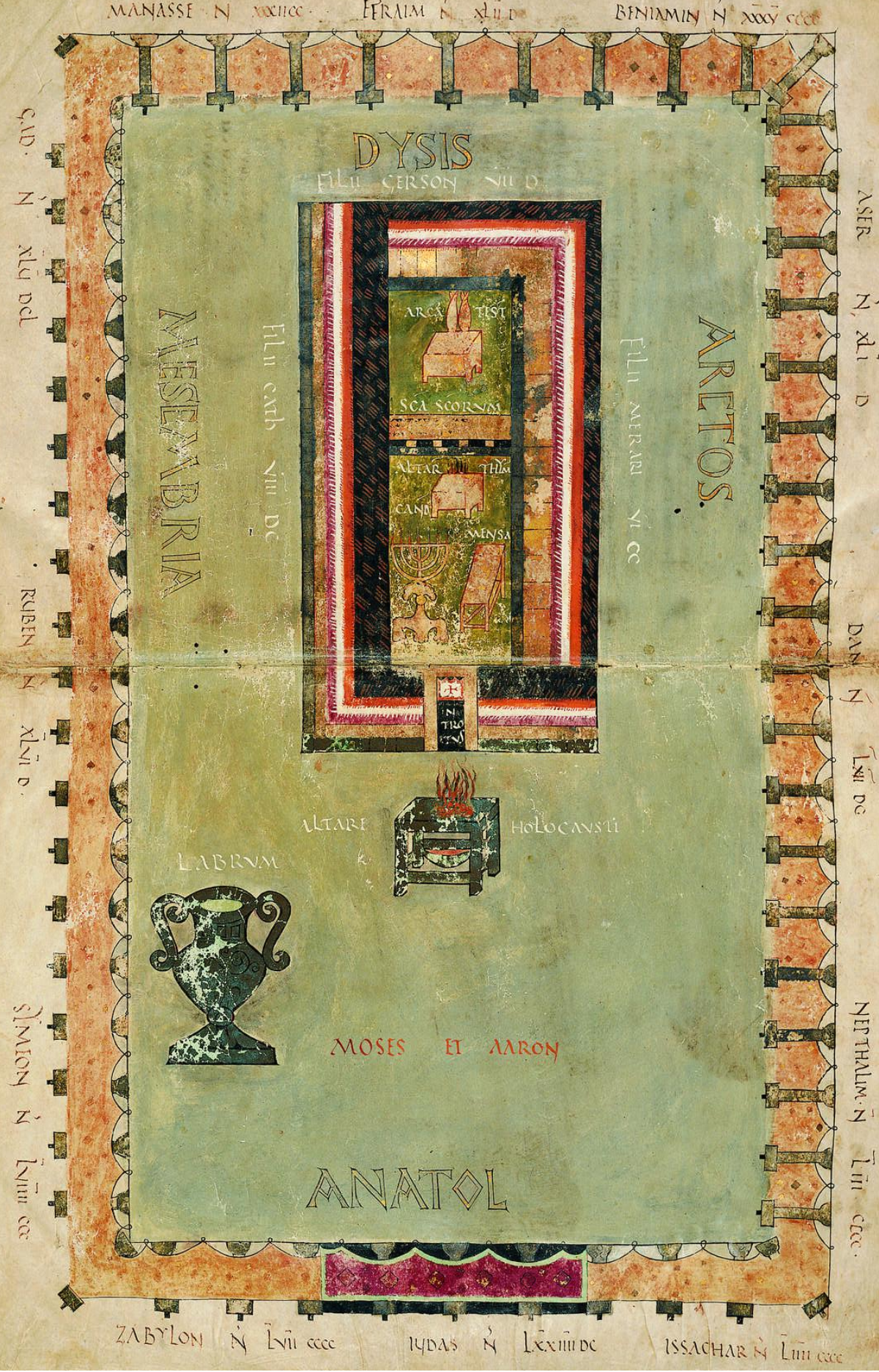
Das biblische Zeltheiligtum mit dem Allerheiligsten im Westen (links) in einer Illustration des Codex Amiatinus

Das Allerheiligste (hebräisch קֹדֶשׁ הַקֳּדָשִׁים kodesch ha-kodaschim; altgriechisch τὸ ἅγιον τῶν ἁγίων to hágion tōn hagíōn), auch Debir (דְּבִיר dwir), ist der innerste Raum eines Heiligtums im Alten Israel. Er war für die meisten Gläubigen unzugänglich und galt als Ort, an dem die Gottheit in besonderer Weise präsent ist. In der biblischen Darstellung wird sowohl ein Raum des מִשְׁכָּן Mischkan (Zeltheiligtums) als auch ein Raum im ersten und zweiten Jerusalemer Tempel als Allerheiligstes bezeichnet. Dieses durfte nur einmal im Jahr, an Jom Kippur, vom Hohenpriester betreten werden.

## Zeltheiligtum

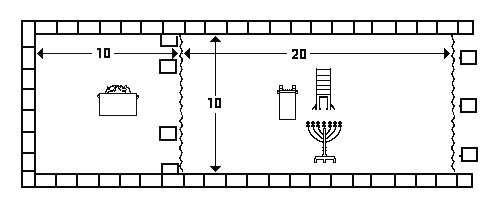
Grundriss des Mischkan, links das Allerheiligste mit der Bundeslade (Maßangaben in Ellen)

Das Allerheiligste im Inneren des Mischkan genannten Zeltheiligtums, wie es im Buch Exodus beschrieben wird, wurde durch einen an vier vergoldeten Säulen aufgehängten Vorhang (die פָּרֹכֶת Parochet) gebildet, der „zwischen dem Heiligen und dem Allerheiligsten trennt“ (Ex 26,33 ). Das Allerheiligste war also im Osten durch die Parochet, im Westen, Norden und Süden aber durch die Wände des innen 30 Ellen langen und 10 Ellen breiten Mischkan begrenzt. Die Wände bestanden aus vergoldeten Akazienholzbalken, die ebenso wie die Säulen, an denen der Vorhang aufgehängt war, auf silbernen Sockeln standen. Bedeckt war der Bau durch eine Cherubenbestickte Prachtdecke (Ex 26,1–6 ) und drei weitere Decken. Die Prachtdecke bestand aus zwei gleich großen, jeweils 20 Ellen breiten Hälften, die durch Schlaufen und Haken verbunden waren. Die Haken, mit denen die beiden Teile der Prachtdecke verbunden waren, markierten nach genau 20 Ellen den Ort für den Vorhang und damit die Grenze zwischen Heiligem und Allerheiligstem. So entstand ein kubischer Raum, dessen Länge, Breite und Höhe je 10 Ellen betrug.
Im Allerheiligsten, also dem Raum „innerhalb der Parochet“ (Ex 26,33 ), befand sich die „Lade des Zeugnisses“ אֲרוֹן הָעֵדוּת Aron haedut mit den Gebotstafeln, die wiederum von einer goldenen Platte mit zwei vollplastischen Cheruben bedeckt war, der כַּפֹּרֶת Kapporet. Das Allerheiligste mit der Lade galt als der Begegnungsort zwischen Gott und Mensch (Ex 25,22 ) bzw. als der Ort, an dem er sich in einer Wolke offenbarte (Lev 16,2 ) und von dem aus er mit Mose redete (Num 7,89 ).
Es durfte nur einmal im Jahr von Aaron (d. h., dem Hohenpriester) betreten werden, um den Sühneritus des Versöhnungstages (Jom Kippur) zu vollziehen (Lev 16 ). Benjamin Ziemer, der von der Hypothese „einer entscheidenden, kontrastierenden priesterlichen Pentateuchkomposition“ ausgeht (im Gegensatz zu der Hypothese, die Priesterschrift sei eine im Pentateuch verarbeitete Quelle), findet in der Gestaltung des Zeltheiligtums Bezüge zu vier verschiedenen Bundesschlüssen Gottes mit Noah, Abraham, Israel und Aaron. In dieser priesterlichen Bundeskonzeption stehe das Allerheiligste für den besonderen Bund mit Aaron.
Dass das Allerheiligste genau ein Drittel des Mischkan einnahm, sah Josephus als Abbild eines dreistufigen Weltbildes. Das Heilige, zu dem die Priester jederzeit Zugang hatten, sah er als Entsprechung zu den zwei Teilen, die zum Lebensraum des Menschen gehören, Erde und Meer. Den dritten Teil, das Allerheiligste, zu dem auch die Priester keinen Zugang hatten, sah er als Entsprechung zum Himmel, der für Sterbliche unzugänglich ist.

## Tempel Salomos
Die Architektur des aus Stein gebauten, aber innen mit Zedernholz verkleideten und mit Schnitzereien von Cheruben, Palmen und Blumen verzierten salomonischen Tempels wird in 1 Kön 6–7  sowie in 2 Chr 3  beschrieben. Auch hier war das Allerheiligste demnach ein Kubus, aber mit, im Vergleich zum Zeltheiligtum, doppelter Seitenlänge – je 20 Ellen lang, breit und hoch (1 Kön 6,20 ). Damit nahm das Allerheiligste, wie im Mischkan, das westliche Drittel des eigentlichen Tempelhauses ein, das 60 Ellen lang und 20 Ellen breit war (1 Kön 6,2 ). Als Trennung zwischen der 40 Ellen langen Tempelhalle (hebräisch הֵיכָל Hechal, 1 Kön 6,17 ) und dem Allerheiligsten diente hier eine eingezogene vergoldete Zedernholzwand (1 Kön 6,16 ). Als Durchgang fungierte eine mit Schnitzereien verzierte und mit Gold überzogene Tür aus Olivenholz (1 Kön 6,31–32 ). Das lange nach der Zerstörung des salomonischen Tempels entstandene Buch der Chronik beschreibt stattdessen einen Prachtvorhang (Parochet) als Grenze zwischen dem Heiligen und dem Allerheiligsten, der mit Cheruben bestickt gewesen sei (2 Chr 3,14 ). Das dürfte allerdings anachronistisch und von der Beschreibung der Stiftshütte und dem Vorhang des Zweiten Tempels beeinflusst sein.
Eine Unklarheit im Baubericht besteht darin, dass das Allerheiligste 20 Ellen, das eigentliche Haus aber nach dem Bericht des Königebuches 30 Ellen hoch gewesen sein soll (1 Kön 6,2 ). In der Chronik werden beide Höhenangaben weggelassen. Die Höhendifferenz wird entweder zumindest teilweise damit erklärt, dass der Boden des Allerheiligsten erhöht war, so dass Stufen angenommen werden müssen, die im Baubericht nicht erwähnt sind, oder damit, dass der kubische Raum „ein Einbau aus Holz und damit eine Art Schrein“ gewesen sei, der „nicht bis unter die Decke des Tempelgebäudes reichte“.
Im Inneren des Allerheiligsten befanden sich zwei monumentale, 10 Ellen hohe Cheruben, die mit je 5 Ellen breiten Flügeln die ganze Breite des Raumes ausgefüllt haben sollen (1 Kön 6,23–28 ). Diese werden meist als Thron der unsichtbar darüber thronenden Gottheit (vgl. den Titel „Cherubenthroner“ 2 Sam 6,2 ) interpretiert. Dazu in Spannung steht, dass nach dem Bericht in 1 Kön 8,6–9  die Bundeslade unter diesen Cheruben Platz fand. In der Forschung wird auch die Meinung diskutiert, ob im Allerheiligsten des salomonischen Tempels eine JHWH-Statue gestanden hat.

## Zweiter Tempel
Für den unter Serubbabel begonnenen Bau des zweiten Tempels existiert keine vergleichsweise detaillierte Beschreibung. Die Beschreibungen bei Philo, Josephus, im Neuen Testament und in der Mischna beziehen sich auf den Tempelbau des Herodes. In diesem war das Allerheiligste, wie im Zeltheiligtum, durch einen Vorhang abgetrennt. Es war aber, im Unterschied zu dem des Zeltheiligtums und des salomonischen Tempels sowie dem Adyton zeitgenössischer Tempel der Umwelt, leer. Das Allerheiligste durfte, entsprechend den darauf angewandten Bestimmungen von Lev 16 , nur einmal im Jahr vom Hohenpriester betreten werden. In der rabbinischen Literatur wird das Allerheiligste darum vor allem im Mischnatraktat Joma behandelt, der dem Jom Kippur gewidmet ist.

## Idealisierte Tempelkonzepte

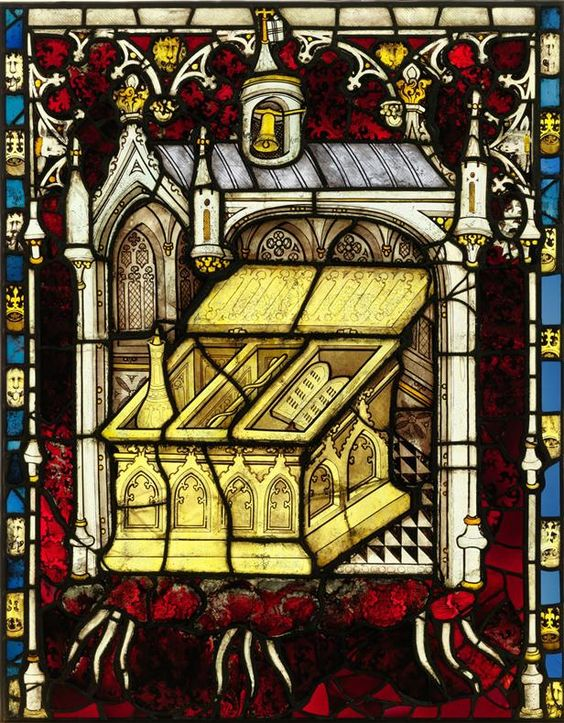
Die Lade im Allerheiligsten des geöffneten himmlischen Tempels, mit Mannakrug, Gesetzestafeln und Aaronsstab (in Kombination aus und) in einem Fenster des York Minster

Auch die utopischen Tempelkonzepte im Heiligtumsentwurf des Ezechielbuches (Ez 40–48 ) und in der Tempelrolle kennen ein Allerheiligstes. Das Allerheiligste des von Ezechiel gesehenen Tempels misst wie das des salomonischen Tempels 20 mal 20 Ellen im Grundriss und schließt sich wie dort auch westlich an eine 20 Ellen breite und 40 Ellen lange Halle an. Der Vorhof ist aber, im Unterschied zum Zeltheiligtum, quadratisch. Auch das Heiligtum der Tempelrolle hat einen quadratischen Grundriss. Hier sind um das eigentliche, rechteckige Tempelgebäude, in dem sich das quadratische Allerheiligste – nach Johann Maier „mit der Gottesgegenwart“ „der gewichtigste Heiligkeitsbereich“ – befand, konzentrisch  drei quadratische Vorhöfe angeordnet: Der Innenhof mit einer Seitenlänge von 300 Ellen für die Priester, der mittlere Hof mit einer Seitenlänge von 500 Ellen für die Leviten und der äußere Hof mit einer Seitenlänge von 1700 Ellen für die Israeliten.
Im Hebräerbrief des Neuen Testaments wird das Heiligtum, in dessen Darstellung die Stiftshütte und der herodianische Tempel vermischt sind, als Abbild eines himmlischen Heiligtums geschildert und der Kult des Versöhnungstages als Typos für Christus beschrieben (Heb 9 ). Dabei kombiniert der Hebräerbrief verschiedene biblische Angaben, indem er den Krug mit Manna und den Stab Aarons, die nach Ex 16,33–34  bzw. Num 17,25–26  vor dem Zeugnis (hebräisch עֵדוּת ‘edût), d. h. den Gebotstafeln, abgelegt werden sollten, als in der Lade befindlich ansieht. Nach Heb 9,4  stand auch der goldene Räucheraltar (vgl. Ex 40,5 : „vor der Lade des Zeugnisses“) im Allerheiligsten, während er nach Ex 40,26  vor der Parochet, also im „Heiligen“, stand.

## Andere israelitische Tempel

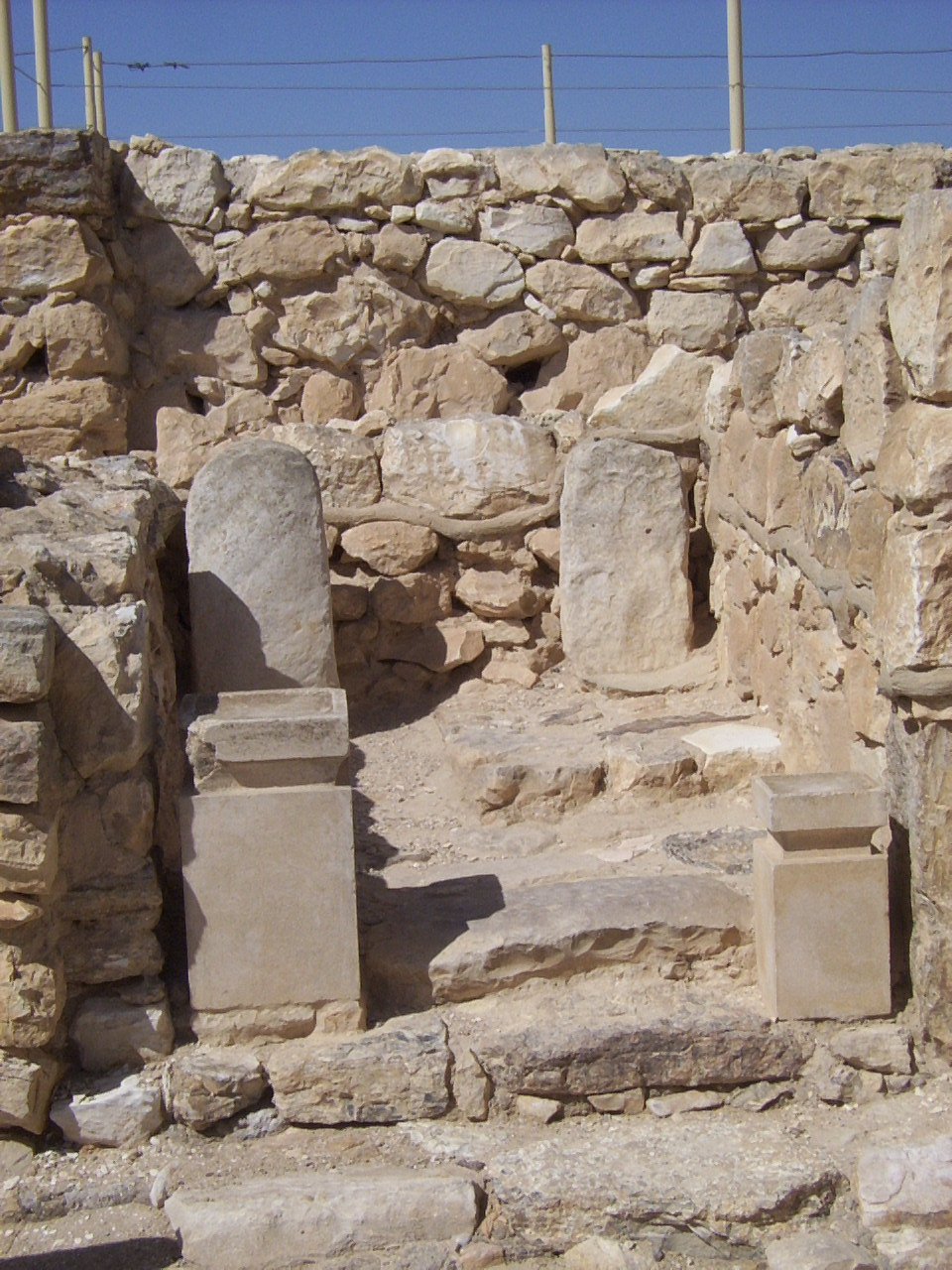
Das Allerheiligste auf dem Tell Arad

Langhaustempel mit zwei oder drei hintereinander liegenden Räumen sind im syrisch-palästinischen Raum mehrfach archäologisch belegt. Bei dem auf dem Tell Arad im israelischen Negev ausgegrabenen Tempel dürfte es sich um ein JHWH-Heiligtum gehandelt haben. Auch der achämenidenzeitliche samarische JHWH-Tempel auf dem Garizim war ein dreiteiliger Langhausbau mit einem Allerheiligsten.

## Die Lokalisierung des Allerheiligsten
Nach der Tempelzerstörung war der Ort des Allerheiligsten in Jerusalem nicht mehr eindeutig kenntlich. Da er aber außer vom Hohenpriester am Jom Kippur von niemandem betreten werden durfte, galt und gilt das Betreten des gesamten Areals des herodianischen Tempels in Jerusalem vielen Juden als Frevel. Die hohe Bedeutung der Westmauer (sog. Klagemauer) als Ort des Gebetes verdankt sich der Tatsache, dass diese als westliche Begrenzung des herodianischen Tempelplatzes einerseits eindeutig außerhalb des früheren Tempels liegt, aber andererseits dem Ort des Allerheiligsten so nahe wie möglich kommt (siehe auch Kleine Westmauer).

## Synagogenarchitektur

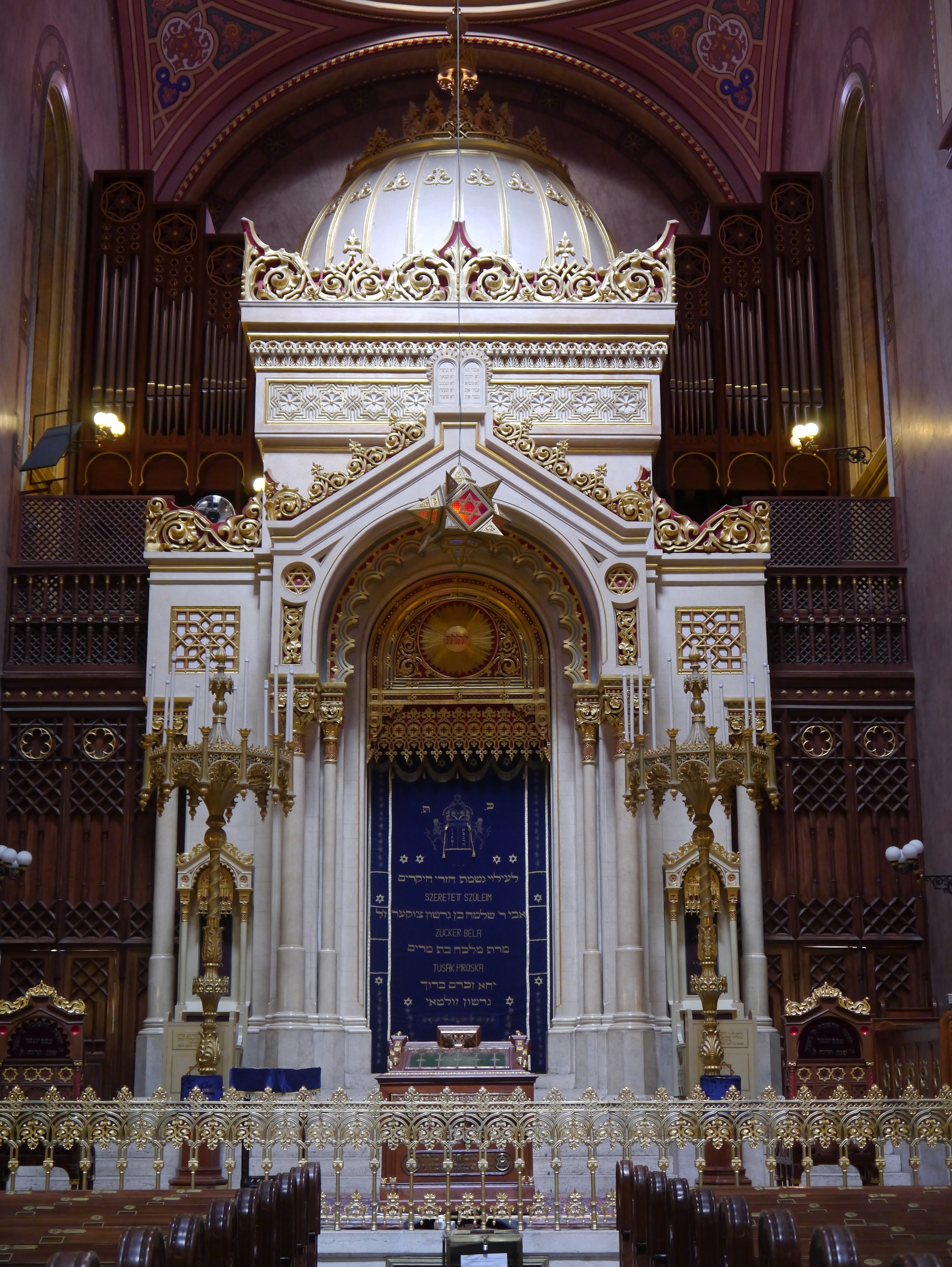
Der Toraschrein in der Großen Synagoge in Budapest

In der synagogalen Architektur erinnert der Toraschrein in mehrfacher Hinsicht an das Allerheiligste des Zeltheiligtums. Im Toraschrein befinden sich die Torarollen, die gemäß Deut 31,26  ihren Platz bei der Lade mit den Gebotstafeln haben sollten. Der Toraschrein heißt selbst Aron HaKodesch (אֲרוֹן הַקֹּדֶשׁ), „Heilige Lade“. Er wird durch einen bestickten Vorhang abgetrennt, der den gleichen Namen trägt wie der Vorhang im Zeltheiligtum: Parochet. Häufig finden sich darauf die ersten Worte des Dekalogs, der sich nach dem biblischen Bericht auf zwei Steintafeln in der Lade befand.

## Spiritualisierung
Das Konzept des Allerheiligsten wurde auch von seinem räumlichen Bezug losgelöst. So bezeichnet Rabbi Akiba das Hohelied als Allerheiligstes. Nach Maimonides ist es ein erstrebenswertes Ziel für Menschen, „Allerheiligstes“ zu werden. In der jüdischen Mystik schließlich gilt das irdische Heiligtum als Modell für seine himmlisches Entsprechung.